# Boruny (rejon brasławski)
Boruny (biał. Баруны; ros. Боруны) – wieś na Białorusi, w obwodzie witebskim, w rejonie brasławskim, w sielsowiecie Plusy.

## Historia
W czasach zaborów ówczesna wieś leżała w granicach Imperium Rosyjskiego.
Dawniej siedziba gminy Boruny, w latach 1919–1920 na obszarze tzw. administracyjnego okręgu wileńskiego II Rzeczypospolitej. W lipcu 1920 roku obszar gminy Boruny (oraz pięciu innych sąsiednich gmin o łącznej powierzchni 1,5 tys. km²) został zajęty przez Łotyszy i wcielony do Łotwy.
Kolonia i leśniczówka Boruny pozostały w Polsce, gdzie w latach 1921–1945 należały do województwa nowogródzkiego (od 1926 w województwie wileńskim), w powiecie brasławskim, w gminie Plusy.
Według Powszechnego Spisu Ludności z 1921 roku zamieszkiwało tu 181 osób, 92 było wyznania rzymskokatolickiego, 15 prawosławnego a 74 staroobrzędowego. Jednocześnie 95 mieszkańców zadeklarowało polską przynależność narodową a 86 białoruskiego. Było tu 39 budynków mieszkalnych. W 1931 w 38 domach zamieszkiwało 181 osób. Wykaz wymienia również leśniczówkę o tej samej nazwie, która leżała na południowy wschód od wsi. W jednym domu zamieszkiwało tam 4 osoby.
Wierni należeli do parafii rzymskokatolickiej w Plusach i prawosławnej w Brasławiu. Miejscowości podlegały pod Sąd Grodzki w Brasławiu i Okręgowy w Wilnie; właściwy urząd pocztowy mieścił się w Plusach.
W wyniku napaści ZSRR na Polskę we wrześniu 1939 miejscowość znalazła się pod okupacją sowiecką. Od czerwca 1941 roku pod okupacją niemiecką. W 1944 miejscowość została ponownie zajęta przez wojska sowieckie i włączona do Białoruskiej SRR.
Od 1991 w składzie niepodległej Białorusi.